# Karpatenkorps-Abzeichen

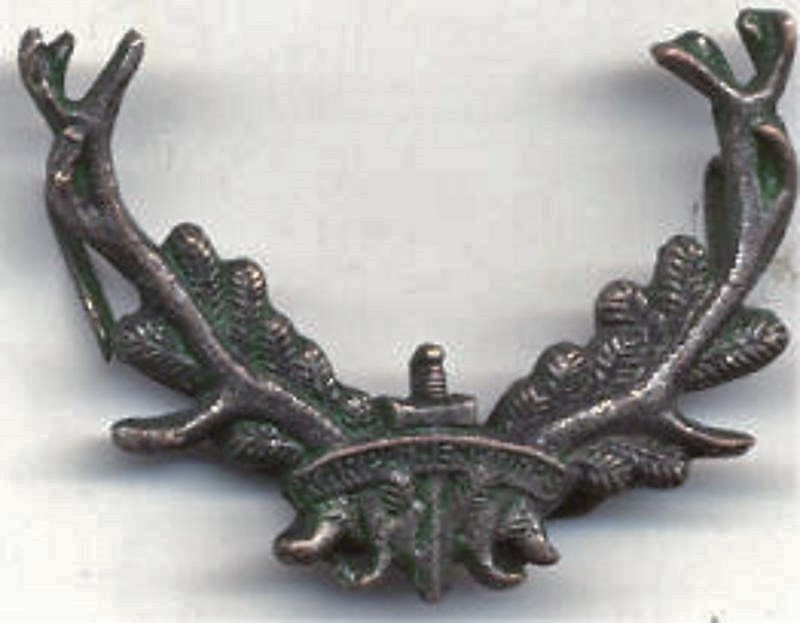
Karpaten-Abzeichen

Das Karpaten-Abzeichen war ein offiziell genehmigtes Erinnerungs-Mützenabzeichen des deutschen Heeres des Ersten Weltkrieges.
Ausgegeben wurde es aus massiven Silber für Offiziere. Für Mannschaftsdienstgrade war es hohl geprägt aus Aluminium. Es stellte ein Hirschgeweih dar, das mit grünen Tannengrün hinterlegt war, mittig war ein zweischneidiges Schwert hinter der leicht gebogenen Aufschrift: „Karpathenkorps“. 
Es wurde zwischen den beiden Mützenkorkaden getragen. Üblicherweise trugen es die Angehörigen des Karpathenkorps. Das Karpaten-Abzeichen durfte aber von allen Soldaten getragen werden, die zwei Monate lang an den von August 1916 bis Juli 1917 währenden Kämpfen in den Karpaten teilgenommen hatten. Für die Gestaltung wurde im Korps ein Wettbewerb durchgeführt, Karl I. wählte das vorstehende Abzeichen aus den Vorschlägen aus. Es wurde am 17. Dezember 1916 von Karl I. als Spezialabzeichen für die österreichischen Truppen zugelassen. Am 1. Februar 1917 wurde es als Gedenkzeichen von König Ludwig III für die deutschen Truppen zugelassen.